# Alexander Jewgenjewitsch Fersman

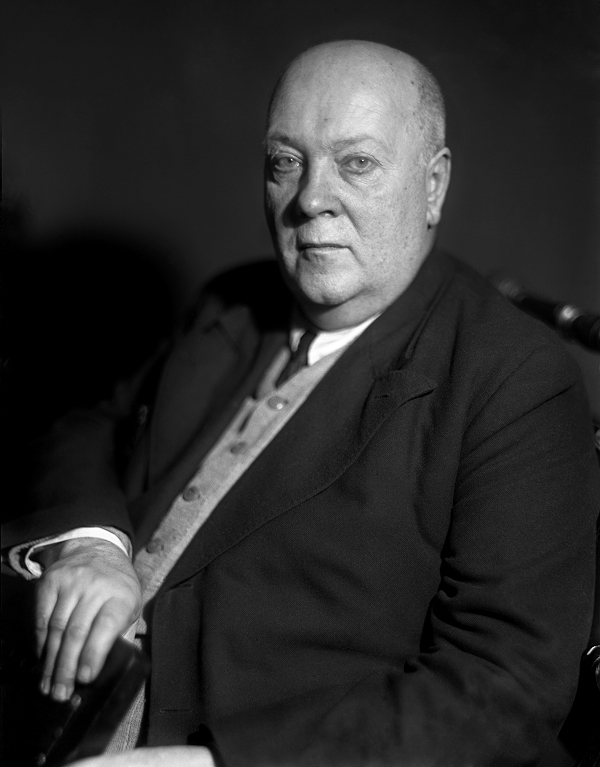
Alexander Jewgenjewitsch Fersman

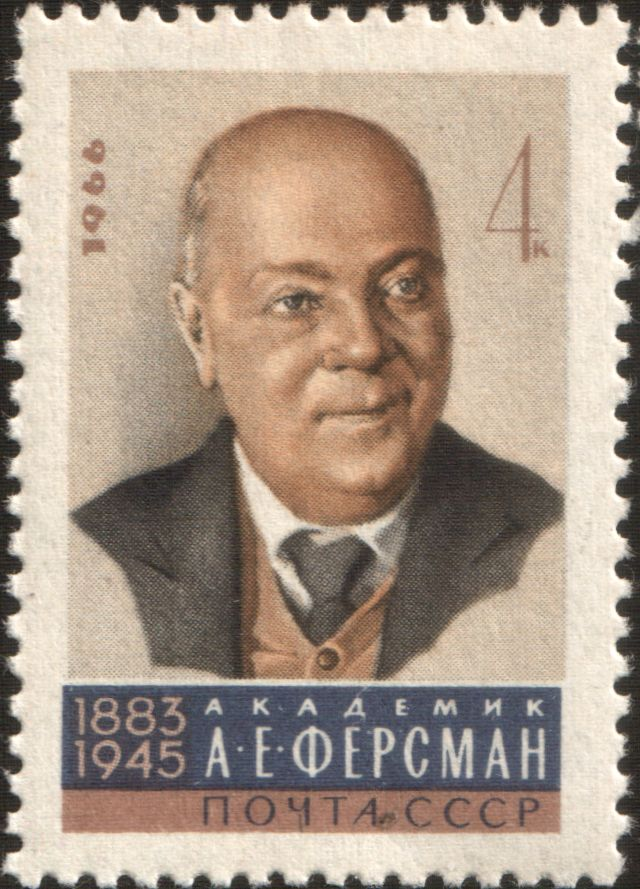
Alexander Fersman auf einer sowjetischen Briefmarke (1966)

Denkmal Alexander Fersmans in Apatity

Alexander Jewgenjewitsch Fersman (russisch Александр Евгеньевич Ферсман) oder Alexander von Fersmann (deutsch; * 27. Oktoberjul. / 8. November 1883greg. in Sankt Petersburg; † 20. Mai 1945 in Sotschi am Schwarzen Meer) war ein russisch-sowjetischer Mineraloge, Geochemiker und Kristallograph.

## Leben
Nach seiner Schulzeit in Odessa studierte er drei Jahre lang an der Kaiserlichen Novorossiysk Universität in Odessa. Ab 1904 war er an der Universität Moskau ein Schüler Wladimir Wernadskis, dem späteren Leiter des Geologischen Museums in St. Petersburg, dessen Nachfolge er später antreten sollte. Von 1907 bis 1910 studierte er außerhalb Russlands bei Antoine Lacroix in Paris und bei Karl Heinrich Rosenbusch und Victor Mordechai Goldschmidt in Heidelberg. 1911 veröffentlichte er zusammen mit Goldschmidt das Buch Der Diamant. Von 1911 bis 1912 war er Assistenzprofessor und von 1912 bis 1919 Professor der Höheren Kurse für Frauen in Petrograd. Ab 1912 war er ebenfalls leitender wissenschaftlicher Kurator am Mineralogischen Museum der Russischen Akademie der Wissenschaften, dessen Direktor er 1919 wurde. Im gleichen Jahr wurde er zum Ordentlichen Mitglied der Russischen Akademie der Wissenschaften ernannt. Von 1920 bis 1925 war er ebenfalls Akademischer Sekretär der Abteilung für Physikalische und Mathematische Wissenschaften, von 1920 bis 1926 Professor des Leningrader Geographischen Instituts und von 1925 bis 1938 der Abteilung für Mathematik und Naturwissenschaften. Von 1931 bis 1939 und von 1942 bis 1945 leitete er das Instituts für Geochemie, Mineralogie und Kristallographie, dem späteren Institut für Geologische Wissenschaften der Akademie der Wissenschaften der UdSSR. Forschungsreisen führten ihn in die entlegensten Teile Russlands und der Sowjetunion, unter anderem mit Jekaterina Kostyljowa-Labunzowa und Olga Worobjowa auf die Halbinsel Kola, nach Zentralasien und Sibirien, aber auch nach Elba. Fersman schrieb etwa 680 wissenschaftliche und populärwissenschaftliche Arbeiten, darunter ca. 50 Lehrbücher und Monographien.

## Ehrungen
Ihm zu Ehren ist das Mineralogische Museum „A. J. Fersman“ der Russischen Akademie der Wissenschaften in Moskau sowie das Mineral Fersmanit und der Mondkrater Fersman benannt. Von 1946 bis 1991 wurde von der Akademie der Wissenschaften der UdSSR der Fersman-Preis verliehen. Seit 1993 wird er von der Russischen Akademie der Wissenschaften für herausragende Arbeiten auf dem Gebiet der Mineralogie und Geochemie vergeben. Am 24. Februar 2025 wurde ein Asteroid nach ihm benannt: (545560) Fersman.
Für seine Verdienste erhielt Fersman 1929 den Leninpreis, 1942 den Stalinpreis und 1943 den Orden des Roten Banners der Arbeit.

## Veröffentlichungen (Auszug)
- Geochemische Migration der Elemente und deren wissenschaftliche und wirtschaftliche Bedeutung: erläutert an vier Mineralvorkommen, Chibina-Tundren, Smaragdgruben, Uran-Grube Tuja-Mujun, Wüste Karakumy, in zwei Bänden (Bd. 1: Die Aufgaben der topomineralogischen Forschung und die geochemische Migration der Elemente unter magmatischen und pegmatitisch-pneumatolytischen Bedingungen (116 S.); Bd. 2: Die Migration der Elemente unter hydrothermalen und hypergenen Bedingungen (86 S.)), Halle/Saale: Verlag Wilhelm Knapp, 1929 u. 1930.
  - Rezension von Herlinger, E., in: Zeitschrift für angewandte Chemie, 43. Jg., H. 52 v. 27. Dezember 1930, S. 1149.
- The march of Soviet science, London: Soviet War News, 1945

Populärwissenschaftliche Veröffentlichungen in Deutsch:
- Unterhaltende Mineralogie, Leningrad: Wremia Kooperative Verlagsanstalt, 1931
- Erinnerungen an Steine, Ost-Berlin: SWA-Verl., 1948
- Verständliche Mineralogie, Ost-Berlin: Verlag Neues Leben, 1949
- Meine Reisen, Ost-Berlin: Verlag Neues Leben, 1952
- Unterhaltsame Geochemie, Ost-Berlin: Verlag Neues Leben, 1953